# 쓰카니시 정류장
쓰카니시 정류장(일본어: 塚西停留場, つかにしていりゅうじょう)은 일본 오사카부 오사카시 니시나리구와 스미요시구에 있는 한카이 전기 궤도의 정류장이다. 역 번호는 HN60이다.

## 역사
- 1911년 12월 1일: 한카이 전기 궤도(구)의 개업.
- 1915년 6월 21일: 회사 합병으로 난카이 철도의 정거장이 됨.
- 1944년 6월 1일: 회사 합병으로 긴키 닛폰 철도의 정거장이 됨.
- 1947년 6월 1일: 노선 양도로 인하여 난카이 전기철도 정거장이 됨.
- 1980년 12월 1일: 노선 양도로 한카이 전기 궤도의 정거장이 됨.

## 정류장 구조
병용 궤도 위에 있어 오사카 부도 5호 오사카코야오선(난코도리)의 쓰카니시 교차점을 두고 단선 승강장으로 배치된 2면 2선으로 구성되어 있다. 하마데라에키마에 방향에는 안전 지대가 있지만, 배선이 서쪽에 치우치고 있는 영향으로 상행선의 도로 폭에 여유가 없으므로 에비스초 방향 플랫폼에는 안전 지대와 플랫폼이 함께 있지 않아 이용객은 사거리 모퉁이나 도로변에 대기하는 전차가 오면 노상에 흰 선으로 둘러싸인 승강장으로 이동하고 직접 타고 내리는 형식이다. 상하행선 모두 대기소 지붕은 없다.
이 부근의 병용 궤도는 비교적 교통량이 많고, 하향 안전 지대는 사거리 횡단 보도에 부대 없이 전용의 횡단 보도도 없어 안전 지대로 떠날 때는 충분한 주의를 요한다. 상행선에 이르게 되면 배선 문제로 자동차 등이 통행하기 위한 도로가 매우 좁아져 그 위로 좌회전하면 차량도 많고, 시간대에 따라서는 통행하는 사람, 경차, 자동차 등이 붙는다. 결과적으로 전차를 기다리는 것이 매우 위험한 상태가 되는 일이 있으므로, 이용 시에는 더욱 주위 교통에 주의해야 한다.
또한, 상행선의 시간표는 흰 선 지대 인근 가선 기둥에 설치되어 있다.

## 역 주변
- 데즈카야마 고분
- 오사카 시립 세이메이오카미나미 초등학교
- 오사카 시립 다마데 초등학교
- 오사카 시립 다마데 유치원
- 오사카 미나미 근로 기준 감독서
- 오사카 시영 지하철 요쓰바시 선 다마데역 - 서쪽으로 도보 5분(400m).

## 인접역
| 한카이 전기 궤도 ■ 한카이 선    | 한카이 전기 궤도 ■ 한카이 선 | 한카이 전기 궤도 ■ 한카이 선            |
| ------------------------------- | ---------------------------- | --------------------------------------- |
| HN59 히가시타마데 에비스초 방면 |                              | 히가시코하마 HN61 하마데라에키마에 방면 |